# PlayStation 2
A PlayStation 2 a Sony második videójáték-konzolja, a PlayStation utódja és a PlayStation 3 elődje. Fejlesztését 1999 márciusában jelentették be, majd egy évvel később Japánban dobták piacra.

## Megjelenése, sikere
A Sony 2000-ben dobta piacra az új PlayStationt (PS), megelőzve ezzel a konkurens Nintendo Gamecube-ot, és több mint 1 évvel a Microsoft Xbox-szal való konzolpiacra lépése előtt. A Sonynak jelentős kezdeti előnyt jelentett az, hogy számos first-party fejlesztővel rendelkezik (ezek az anyacég tulajdonában lévő játékfejlesztő csapatok), s így biztosítva volt a játékkínálat, ráadásul ez egyfajta garancia volt a jó minőségre, például a sikeres Gran Turismo-t is ilyen cég fejlesztette.
A nagyon hamar népszerűvé vált PS2 igen sok fejlesztőt állított a Sony mögé (annak ellenére, hogy kezdetben sok panasz érkezett a fejlesztőktől a gép nehéz programozhatóságára), mivel a hatalmas felvevőpiac miatt még egy gyengébb játék is rendre jó eladásokat produkált, így mára olyan mennyiségű third-party PS2 játék van a piacon, amely gyakorlatilag megközelíthetetlen mindkét konkurens konzol számára. A másik nagy előnye a Microsoft konzoljával szemben, hogy sokkal több exkluzív nagy nevet tud felmutatni, melyek soha nem jelennek meg semmilyen más platformra, szemben az Xbox-szal, melyre nagyon sok multiplatform játék érkezik.
Ráadásul PS2-re számos nagynevű sorozat is megjelenik. Ilyenek a Metal Gear Solid, Devil May Cry, Gran Turismo, Grand Theft Auto, Final Fantasy vagy a Tekken. Ennek is köszönhetően máig a világ legnagyobb darabszámában eladott konzolja.

## Hardver
A 300 MHz-es központi processzor az Emotion Engine (EE) névre hallgat, a Sony a Toshibával közösen fejlesztette ki, s egy MIPS R5900-as magra épül. Maga a chip egyfajta kombinációja a CPU-nak és egy DSP processzornak, melynek a fő felhasználási köre 3D-s világok szimulálása. Az EE legtöbb része egyébként teljes mértékben 128 bites, ezzel a világ első ilyen, tömegtermékekbe szánt processzorává vált. A rendkívül összetett processzor ezeken kívül tartalmaz egy FPU-t, valamint két vektor-egységet, a VU0-t és a VU1-t. A CPU-nak van egy saját cache memóriája (16k), de külön cache-el rendelkezik a két vektor-egység is, a 0-s kétszer 8k-val, az 1-es pedig kétszer 16k-val. Nincsen benne nagyobb másodszintű gyorsítótár, szemben például a PC-s processzorokban, emiatt hosszabb ideig nem tud több adatot tárolni, viszont gyorsan fel tudja dolgozni, továbbküldeni és a helyére mást cachelni.
Az EE lapkájára ezen felül integrálva van egy képfeldolgozó egység is, mely tulajdonképpen egy MPEG-2 dekóder néhány más képességgel felvértezve. Összességében nézve a PlayStation 2 központi processzora erős, összesített teljesítményben körülbelül kétszer erősebb, mint az Xbox központjában dobogó Pentium III 733 MHz, és néhány alkalmazásban, mintegy 15x gyorsabb egy 400-as Celeron processzornál. A maximális teljesítmény eléréséhez azonban megfelelő programozásra is szükség van, ugyanis nehéz az EE-t programozni, így egyrészt az egyes játékoknak jóval hosszabb fejlesztési időkre volt szükségük, mint ahogy azt előre tervezték, másrészt a fejlesztők egyszerűen nem használják ki a processzor teljes teljesítményét, mivel így időben meg tudják jelentetni a játékukat. A legjobb eredményt a Sony belső fejlesztőcsapatai és programozó érik el, nem véletlen hogy a Gran Turismo 4-nek olyan grafikája van, mely napjainkban is jó szintet képvisel.
Érdekesség, hogy az EE nem csak a programkódot és szimulációkat végez, hanem ez végzi a poligonok transzformálást és megvilágítását is (tehát a T&L feladatokat). Ezeket a feladatokat a programozók szinte bármelyik részegységre rábízhatják, nyugodtan variálhatnak az FPU és a vektor egység között. Sajnos a 3D-s hang előállítását is a központi processzora bízták a Sony tervezői, ez annyiból nem szerencsés, hogy ha egy játék készítői Dolby Digitalban szeretnék megszólaltatni portékájukat, akkor annak számolását valamelyik vektor egységre kell rábízni, s ez így más "fontosabb" dolgoktól veszi el a számítási kapacitást. Ezért állt elő az a jelenség, hogy a PlayStation 2 játékai általában (néhány kivételtől eltekintve) "csak" Pro Logic II-es hangzással szólnak. Az EE egy 3,2 GB/s-es buszon kapcsolódik a kétcsatornás, 32 MB-os RAMBUS központi memóriához
A konzol másik legfontosabb processzora a GPU, mely a Graphics Synthesizer névre hallgat. A 150 MHz-es GPU szintén összetett hardver, 4 MB beágyazott memóriát tartalmaz, 47 GB/s sebességgel tud elérni egy 256 bites buszt. Hogy a sávszélesség ne maradjon kiaknázatlan a GS 16 pixel pipeline-nal renderel, kisebb hiányosság azonban, hogy ezek közül csak minden második képes textúra. A 4 MB-ból a renderelés 2 MB-ot használ fel, a többit a texturák használják, ami nem túl előnyös, mivel a chip nem támogat textúratömörítési eljárásokat. Ettől még a központi memóriát használhatnák, ám ez sem valósítható meg maradéktalanul, mivel az EE-vel egy igen keskeny, mindössze 1,2 GB/s – es busz köti össze. Ez azt eredményezi, hogy menet közben nem lehet túl sok textúrát használni, s ez meglátszik néhány PS2-es játékon.
Az IO processzora egy 33 MHz-es MIPS R3000A, ami az első PlayStation konzol esetében központi processzorként szolgált, ezáltal a PS2 képes futtatni az előző PS játékait is.

## Hardver revíziók
A Sony folyamatosan hajtott végre kisebb-nagyobb módosításokat a konzolon. Természetesen ezek a változtatások a játékok teljesítményére semmilyen befolyással nincsenek, pusztán néhány funkcionalitásbeli, kényelmi, illetve gyártástechnológiai dologról van szó. A Sony ezeket a verziókat "V"-el jelöli, V0-tól egészen V16-ig (itt tartunk ma).[mikor?]
A V0-t kizárólag Japánban forgalmazta a cég, még nem rendelkezett beépített DVD-VIDEO lejátszó szoftverrel, és volt rajta egy PCMCIA-foglalat. Ezután a V3-tól a V6-ig kisebb-nagyobb belső hardveres változások mentek végbe: először a több nyáklapból álló belső szerkezetet a Sony egyesítette egy lapra, mindeközben folyamatosan csendesíteni is igyekeztek a gépet, így a hűtésben is történtek változások. A V9-es modellnél végül a cég kivette a szinte senki által nem használt FireWire portot a gépből, és beletették az Infraportot, mely a DVD távirányító jeleit veszi. 2004 szeptemberében érkezett meg a 3. nagy hardver átalakítás, ez volt a V12-es (vagy modellszámozás szerint: SCPH-70000), vagyis a vékonyított, kicsinyített PS2, mely igen rövid idő alatt közönségsiker lett. Eltűnt a gépből a 3,5”-ös HDD beépítő hely, és bekerült az ethernet port. A merevlemez eltűnése a Final Fantasy XI játékosokon kívül szinte senkit nem érintett különösebben negatív módon, viszont jelentős sikere volt az új kisebb és halkabb konzolnak. Azóta ebből is készült egy újabb verzió, mely hardveres változást tartalmaz: ez a V13, melyben már egy lapkában egyesítették az EE–t és a GS-t, míg a V12-ben ezek még külön lapkán helyezkednek el.

## Adathordozó és visszafelé kompatibilitás
A PS2 képes CD-t és DVD-t is olvasni, ennek köszönhető, hogy a megjelenés után a gyenge kezdő játékfelhozatal ellenére is sikeres eladásokat produkált; sokan csak DVD lejátszónak vásárolták meg. A játékok DVD-n jelennek meg, s ezen felül a gép le tudja játszani a DVD-VIDEO anyagokat, illetve az audio CD-ket is. A visszafelé kompatibilitás tekintetében már elhangzott, hogy a konzol képes futtatni az előd játékait (CD-ről), ezen felül annak majdnem az összes hardverével is elboldogul, így csatlakoztathatjuk hozzá a PS1 DualShock kontrollerét vagy a memóriakártyáját is.